# 刘克峰
刘克峰（1965年12月—），现任美国加州大学洛杉矶分校数学系教授、浙江大学数学中心执行主任、浙江大学光彪讲座教授，其研究方向为微分几何、拓扑、数学物理。

## 生平
1981年考入北京大学数学系。1985年毕业于北京大学数学系。1988年在中国科学院数学研究所获得硕士学位， 1993年在美国哈佛大学数学系获博士学位。2002年任美国加州大学洛杉矶分校数学系教授。2003年任浙江大学数学中心执行主任兼数学系主任、首批光彪讲座教授。
在浙江大学工作期间，刘克峰先后邀请数百位世界著名数学家来数学中心访问讲学，领导组织了世界华人数学家大会、核心数学系列国际会议、几何与分析国际会议、Borel教授纪念会议等数十个大型国际学术活动，引起国际学术界的高度关注和赞誉。他与丘成桐组织创办了SCI杂志《纯粹与应用数学季刊》，科普丛书《数学与数学人》、《数学与文化》等。亲自讲授几何与物理、微分几何、莫尔斯理论、模空间等多门课程与研究生讨论班，指导培养硕士生、博士生、博士后50余名。他与丘成桐发起创建了丘成桐数学英才班，为中国顶尖数学人才培养提供了新的思路。与丘成桐发起创办丘成桐中学数学论文奖和丘成桐大学生数学竞赛，担任组织与评审委员会主席。

## 荣誉
1988年获中国数学会钟家庆数学奖，1997年获斯坦福大学Terman奖，1998年获Sloan研究奖。1998年获得首届晨兴数学银奖，2004年再次获得晨兴数学金奖。2002年获古根海姆学者。入选2004年度中国高校十大科技进展。

## 成就
刘克峰在微分几何、拓扑、数学物理，特别是在曲线和向量丛模空间以及卡拉比-丘空间形变理论等研究方向取得了大量重要成果。他的研究工作与阿蒂亚-辛格指标定理、费马大定理证明这两项二十世纪最伟大的数学成就有着深刻的联系。他解决了理论物理中提出的一些国际著名猜想，同时这些方法也能够被用于发现及证明一些新的结果。
- 应用仿射李代数表示的模性质，解决威腾由量子场论提出的关于椭圆亏格的著名猜想。
- 应用李群热核公式，证明关于黎曼面平坦联络模空间上相交数的Witten猜想。
- 与连文豪、丘成桐合作，用局部化技巧完全证明关于卡拉比-丘流形上有理曲线计数的镜猜想。
- 他与周坚、刘秋菊合作成功证明了超弦理论中的世界著名难题马里诺-瓦发猜想。
- 与丘成桐、孙晓峰合作，成功证明了丘先生本人在二十多年前提出的关于凯勒-爱因斯坦度量、泰西穆勒度量、贝尔格曼度量等价性的世界著名猜想，发现及证明了模空间余切丛稳定性的深刻结果。
- 与徐浩合作，简洁证明关于曲线模空间核心问题之一的法伯相交数猜想。
- 与许洪伟、叶斐、赵恩涛合作，证明高余维平均曲率流的一系列新结果。
- 与麻小南、戴先哲合作，用热核方法建立辛流形上伯格曼核的渐进展开。
- 与孔德兴合作，首次引入和系统研究了双曲几何流，并建立与闵科夫斯基时空中极值曲面问题的联系。
- 与韩飞、王勇、张伟平合作，发现和统一证明弦论中的anomaly cancellation公式。
- 与彭磐合作，证明关于纽结不变量整性的Labastida-Mariño-Ooguri-Vafa猜想。
- 与饶胜、杨晓奎合作，构建了卡拉比-丘成桐流形上可积贝尔曲勒密微分的整体展开公式和卡-丘流形的形变空间上的一族整体全纯微分形式。
- 与管峰、Todorov合作，证明卡拉比-丘流形模空间的整体Torelli定理。